# Triaspis lugubris
Triaspis lugubris är en stekelart som beskrevs av Snoflak 1953. Triaspis lugubris ingår i släktet Triaspis och familjen bracksteklar. Inga underarter finns listade i Catalogue of Life.